# Karen Grude Koht

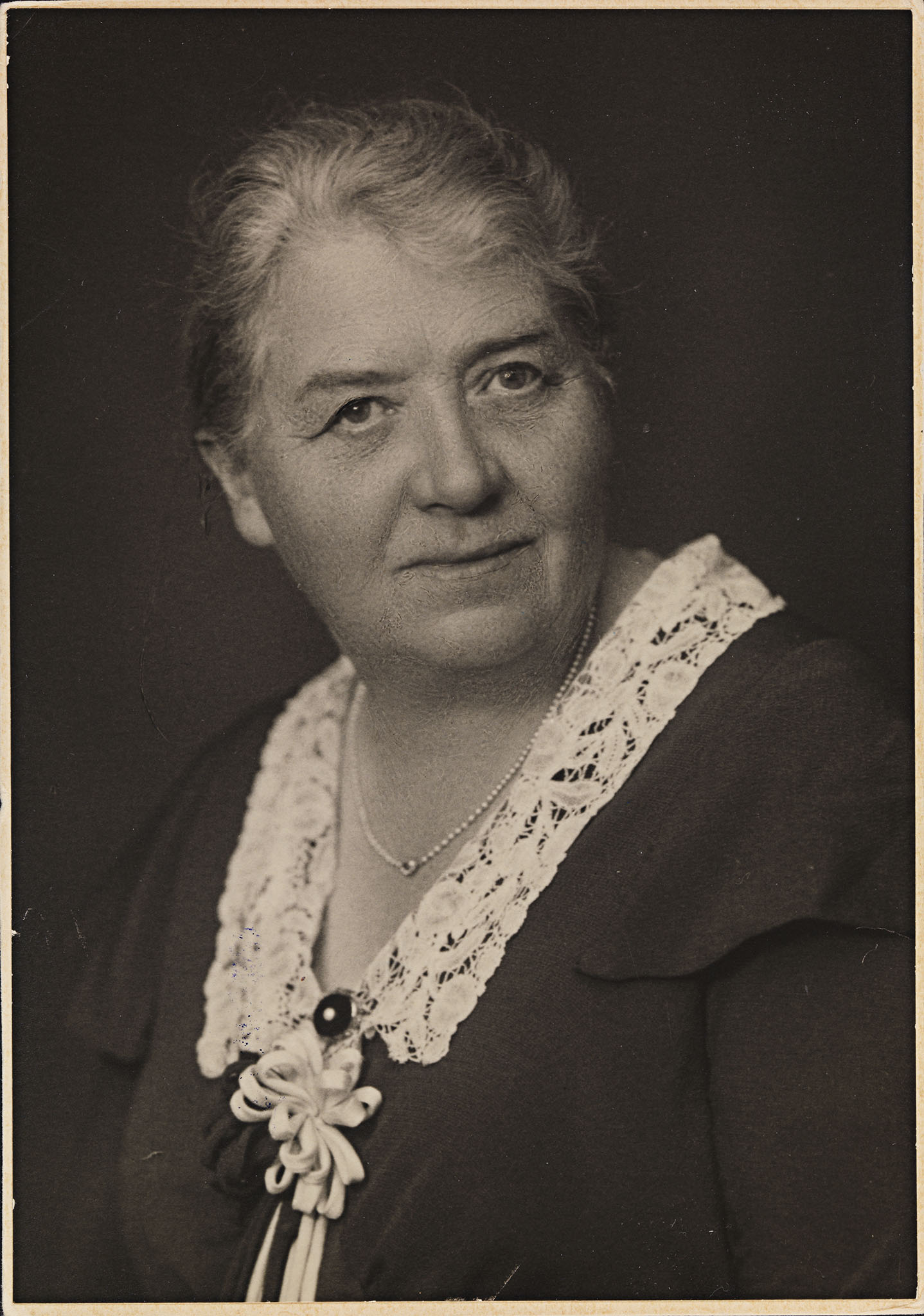
Karen Grude Koht.

Karen Elisabeth Grude Koht (* 16. November 1871 in Høyland, Rogaland; † 10. Juli 1960 in Bærum) war eine norwegische Lehrerin, Autorin und Frauenrechtlerin.

## Biografie

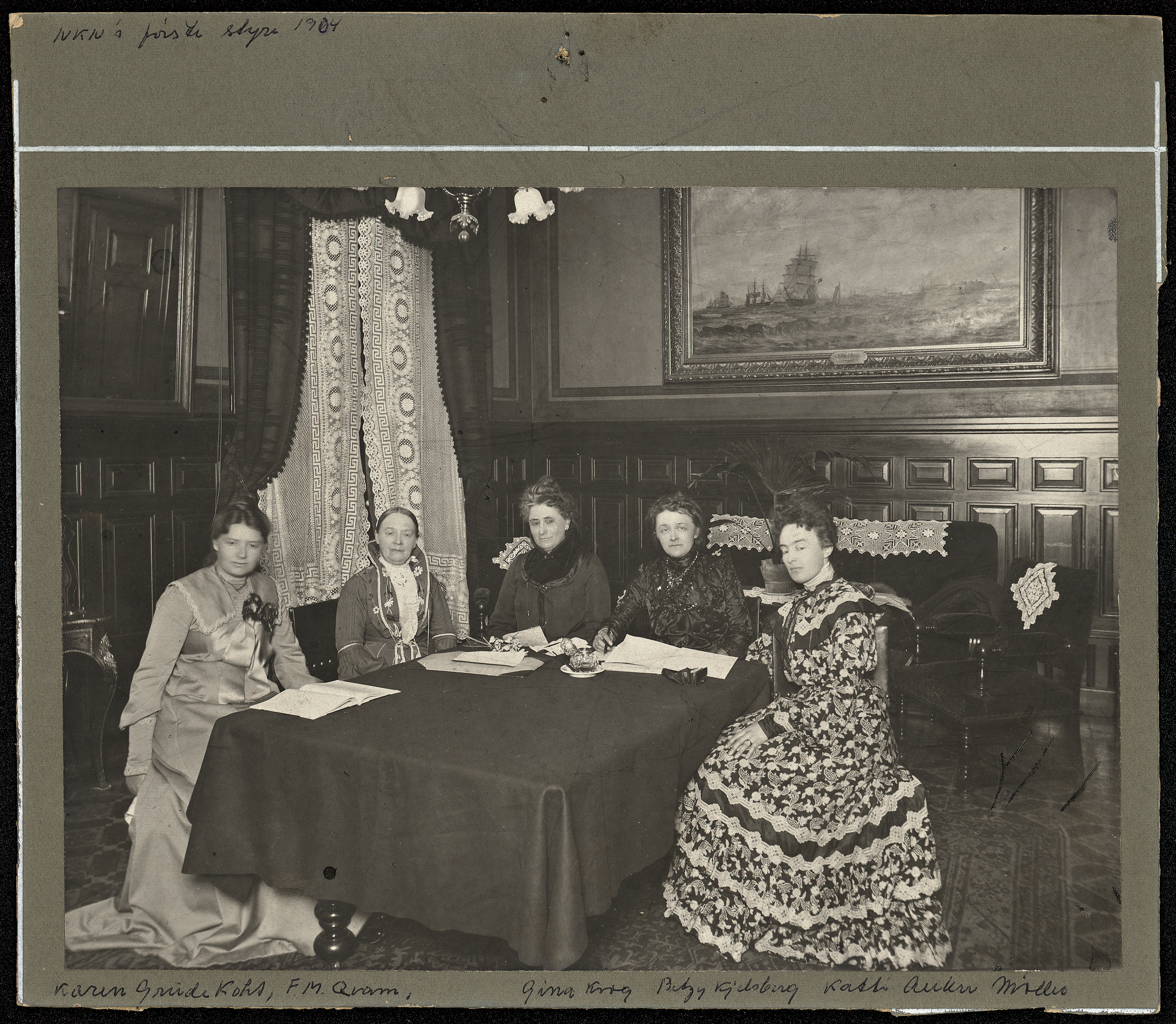
Vorstandsmitglieder des Norske Kvinners Nasjonalråd im Jahre 1904: Karen Grude Koht, Fredrikke Marie Qvam, Gina Krog, Betzy Kjelsberg und Katti Anker Møller.

Sie wurde in der Provinz Rogaland im Süden Norwegens geboren als Tochter von Martin Adolf Grude (1841–1918) und Anna Karoline Mossige (1849–1910). Im Jahre 1893 zog sie nach Kristiania (heute Oslo) um und besuchte dort Ragna Nielsens Schule. 1896 bestand sie die Lehrerprüfung und wurde Lehrerin in Sandnes. Ab 1911 unterrichtete sie an der Staatlichen Bildungsschule in Stabekk, ab 1920 in den Sozialkursen des Norske Kvinners Nasjonalråd und ab 1923 in Den kvinnelige industriskole in Oslo. Dazu war sie stellvertretendes Mitglied des Bærumer Gemeinderats und gehörte von 1918 bis 1924 dem Bærumer Schulrat an.
Zusammen mit anderen Aktivisten wie Betzy Kjelsberg, Fredrikke Marie Qvam, Gina Krog und Katti Anker Møller war Koht Mitglied des Norske Kvinners Nasjonalråd, der 1904 als Dachverband der verschiedenen norwegischen Frauenverbände gegründet wurde.
Koht schrieb oft für Zeitungen und Magazine und übersetzte dazu mehrere Bücher ins Norwegische. Sie schrieb ab 1921 ABC. Mi fyrste bok und ab 1923 Regler og rim for barn. 1937 vervollständigte sie den Pedagogisk psykologi zusammen mit ihrer Tochter Åse Gruda Skard.

## Persönliches Leben
1898 heiratete sie den Historiker Halvdan Koht. Sie waren die Eltern der Psychologin Åse Gruda Skard und des Diplomaten Paul Koht sowie die Großeltern von Torild Skard, Målfrid Grude Flekkøy und Halvdan Skard.
Karen Grude Koht starb mit 88 im Jahre 1960 in Bærum und wurde auf dem Nordre Gravlund in Oslo bestattet.

## Werke (Auswahl)
- Kvinnearbeid,  1908
- Barna våre. Litt fra deres sjeleliv, 1929
- Norske kvinners nasjonalråd 25 år, 1929
- Farmor fortel for dei minste, 1960